# Granos de hielo

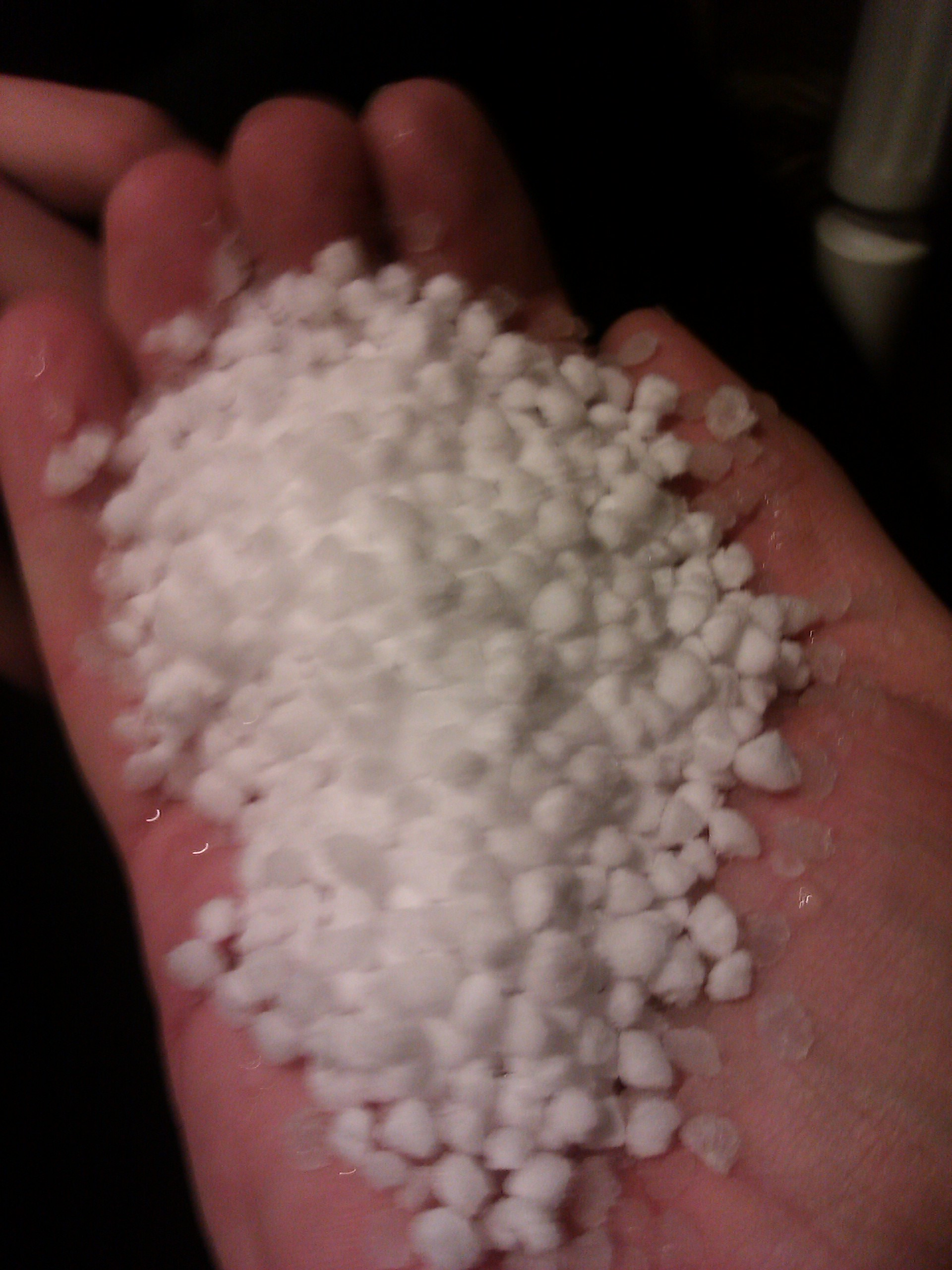

Los granos de hielo (también llamados graupel, granizo de nieve o granizo blando/suave) es un tipo de granizo muy fino. Consiste en la precipitación de bolitas de hielo blancas de forma irregular, cuyo diámetro es de 5 mm o menos que se forman cuando las gotículas subfundidas de agua en las nubes se condensan en torno a un cristal de hielo. 

## Formación

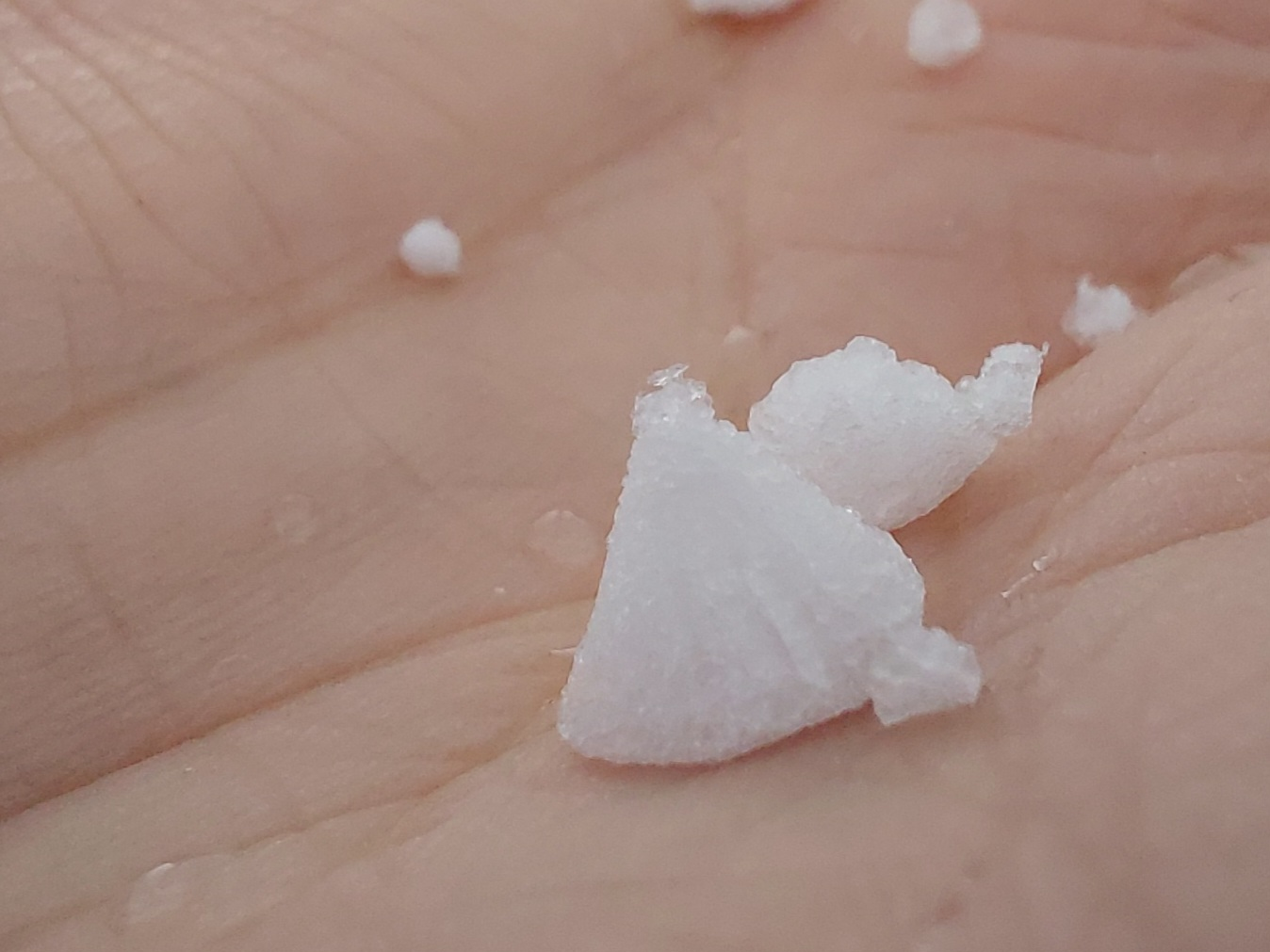
Partícula cónica de graupel recogida antes de una tormenta de nieve primaveral.

En determinadas condiciones atmosféricas, los cristales de nieve pueden encontrarse con gotitas de agua superenfriada. Estas gotitas, que tienen un diámetro de unos 10  μm (0,00039 pulgadas) en promedio, pueden existir en estado líquido a temperaturas tan bajas como −4 °C (−40 °F), muy por debajo del punto de congelación normal, siempre que estén por encima del punto de nucleación homogénea del agua. El contacto entre un cristal de nieve y las gotitas superenfriadas da como resultado la congelación de las gotitas de líquido sobre la superficie del cristal. Este proceso de crecimiento del cristal se conoce como acreción. Los cristales que presentan gotitas congeladas en sus superficies a menudo se denominan escarchados. Cuando este proceso continúa de modo que la forma del cristal de nieve original ya no es identificable y se ha vuelto similar a una bola, el cristal resultante se denomina granizo. 
A medida que cae, el granizo suele deformarse y adoptar una forma cónica. Esta forma cónica, a su vez, determina la dirección en la que cae y la distancia que recorre. Las partículas pequeñas de granizo con un diámetro de base inferior a 1 mm generalmente caen con la base cónica hacia abajo, pero si la partícula tiene un diámetro de entre 1 mm y 3 mm aparecen oscilaciones persistentes alrededor del centro de la base cónica y, si es mayor de 3 mm, la partícula de granizo comienza a dar volteretas. A medida que aumenta el diámetro de la base, las partículas cónicas de granizo generalmente se alejan horizontalmente del lugar donde cayeron inicialmente. 
Los meteorólogos solían denominar al granizo blando como "granizo blando". El granizo blando se distingue del granizo verdadero tanto por la forma y la fuerza del granizo como, en algunos casos, por las circunstancias en las que cae. El hielo del granizo se forma en capas duras y relativamente uniformes y, por lo general, cae solo durante las tormentas eléctricas. El granizo blando forma cristales frágiles, oblongos y blandos y cae en lugar de los típicos copos de nieve en situaciones de mezcla invernal, a menudo junto con granizos de hielo. Sin embargo, el granizo blando también se produce en tormentas eléctricas. El granizo blando también es lo suficientemente frágil como para que, por lo general, se deshaga al presionarlo.